# E3 Harelbeke 2016
59. edycja wyścigu kolarskiego E3 Harelbeke odbyła się w dniu 25 marca 2016 roku i liczyła 206,4 km. Wyścig figurował w rankingu światowym UCI World Tour 2016. 

## Uczestnicy
Na starcie tego klasycznego wyścigu stanęło 25 zawodowych ekip.
| Numery  | Kod | Drużyna                |
| ------- | --- | ---------------------- |
| 1-8     | TTS | Tinkoff                |
| 11-18   | EQS | Etixx-Quick Step       |
| 21-28   | LTS | Lotto Soudal           |
| 31-38   | ALM | Ag2r-La Mondiale       |
| 41-48   | AST | Pro Team Astana        |
| 51-58   | BMC | BMC Racing Team        |
| 61-68   | CPT | Cannondale Pro Cycling |
| 71-78   | FDJ | FDJ                    |
| 81-88   | IAM | IAM Cycling            |
| 91-98   | LAM | Lampre-Merida          |
| 101-108 | MOV | Movistar Team          |
| 111-118 | OGE | Orica-GreenEDGE        |
| 121-128 | DDD | Dimension Data         |

| Numery  | Kod | Drużyna                     |
| ------- | --- | --------------------------- |
| 131-138 | GIA | Team Giant-Alpecin          |
| 141-148 | KAT | Team Katusha                |
| 151-158 | TLJ | Team LottoNL-Jumbo          |
| 161-168 | SKY | Team Sky                    |
| 171-178 | TFS | Trek-Segafredo              |
| 181-188 | TSV | Topsport Vlaanderen-Baloise |
| 191-198 | WGG | Wanty-Groupe Gobert         |
| 201-208 | BOA | Bora-Argon 18               |
| 211-218 | DEN | Direct Énergie              |
| 221-228 | FVC | Fortuneo–Vital Concept      |
| 231-238 | ROO | Roompot-Oranje Peloton      |
| 241-248 | STH | Southeast–Venezuela         |

## Klasyfikacja generalna
| M-ce | Imię i nazwisko     | Kraj            | Drużyna            | Czas       |
| ---- | ------------------- | --------------- | ------------------ | ---------- |
| 1.   | Michał Kwiatkowski  | Polska          | Team Sky           | 4h 49' 34" |
| 2.   | Peter Sagan         | Słowacja        | Tinkoff            | + 4"       |
| 3.   | Ian Stannard        | Wielka Brytania | Team Sky           | + 11"      |
| 4.   | Fabian Cancellara   | Szwajcaria      | Trek-Segafredo     | + 11"      |
| 5.   | Jasper Stuyven      | Belgia          | Trek-Segafredo     | + 11"      |
| 6.   | Lars Boom           | Holandia        | Pro Team Astana    | + 11"      |
| 7.   | Tiesj Benoot        | Belgia          | Lotto Soudal       | + 11"      |
| 8.   | Sep Vanmarcke       | Belgia          | Team LottoNL-Jumbo | + 11"      |
| 9.   | Jean-Pierre Drucker | Luksemburg      | BMC Racing Team    | + 11"      |
| 10.  | Daniel Oss          | Włochy          | BMC Racing Team    | + 11"      |
|      |                     |                 |                    |            |
| 31.  | Łukasz Wiśniowski   | Polska          | Etixx-Quick Step   | + 4' 48"   |
| 34.  | Michał Gołaś        | Polska          | Team Sky           | + 4' 48"   |
| 77.  | Maciej Bodnar       | Polska          | Tinkoff            | + 11' 35"  |